# Druschnoje (Kaliningrad, Polessk)
Druschnoje (russisch Дружное, deutsch Rüdlauken, 1938–1945 Rothöfen, und Waldhausen) ist ein Ort in der russischen Oblast Kaliningrad. Er gehört zum Stadtkreis Polessk im Rajon Polessk.

## Geographische Lage
Druschnoje liegt drei Kilometer nordwestlich der Stadt Polessk (Labiau) an der Kommunalstraße 27K-393 von Turgenewo (Groß Legitten) über Trudowoi (Steinfeld) nach Saliwino (Labagienen / Haffwinkel) am Südufer des Kurischen Haffs. Die nächste Bahnstation ist der Stadtbahnhof Polessk an der Bahnstrecke Kaliningrad–Sowetsk (Königsberg–Tilsit).

## Geschichte

### Rüdlauken (Rothöfen)
Das einst Rüdlauken genannte kleine Gutsdorf wurde 1874 in den neu errichteten Amtsbezirk Reikeninken (1938–1945 „Amtsbezirk Reiken“, heute russisch: Podsobny) eingegliedert und gehörte bis 1945 zum Kreis Labiau im Regierungsbezirk Königsberg der preußischen Provinz Ostpreußen. Im Jahre 1910 lebten in Rüdlauken 63 Menschen.
Am 30. September 1928 schlossen sich die drei Gutsbezirke Rüdlauken, Steinfeld (heute russisch: Trudowoi) und Waldhausen (s. u.) zur neuen Landgemeinde Rüdlauken zusammen. Die Einwohnerzahl der so vergrößerten Gemeinde betrug 1933 insgesamt 115 und belief sich 1939 auf 126. Am 3. Juni 1938 (mit amtlicher Bestätigung vom 16. Juli 1938) wurde Rüdlauken in „Rothöfen“ umbenannt.

### Waldhausen
Waldhausen war ein kleines Gutsdorf. Es wurde 1874 in den Amtsbezirk Reikeninken eingeordnet. Im Jahr 1910 waren dort 42 Einwohner gemeldet. 1928 kam Waldhausen zur Landgemeinde Rüdlauken (s. o.).

### Druschnoje
In Kriegsfolge kamen Rüdlauken (Rothöfen) und Waldhausen mit dem nördlichen Ostpreußen zur Sowjetunion. Im Jahr 1950 wurden die beiden Orte unter dem russischen Namen Druschnoje zusammengefasst und dieser Ort dem Dorfsowjet Mordowski selski Sowet, dem späteren Tjuleninski selski Sowet, im Rajon Polessk zugeordnet. Von 2008 bis 2016 gehörte Druschnoje zur Landgemeinde Turgenewskoje selskoje posselenije und seither zum Stadtkreis Polessk.

## Kirche
Die Bevölkerung Rüdlaukens resp. Rothöfens und Waldhausens war vor 1945 fast ausnahmslos evangelischer Konfession. Das Dorf war somit in das Kirchspiel der Kirche Groß Legitten (heute russisch: Turgenewo) eingepfarrt, die zum Kirchenkreis Labiau in der Kirchenprovinz Ostpreußen der Kirche der Altpreußischen Union gehörte. Der Bezug von Druschnoje zur jetzigen Kirche Turgenewo ist wieder gegeben, seit sich dort in den 1990er Jahren eine neue evangelisch-lutherische Gemeinde gebildet hat. Sie ist eine Filialgemeinde der Auferstehungskirche in Kaliningrad (Königsberg) in der Propstei Kaliningrad der Evangelisch-lutherischen Kirche Europäisches Russland.